# 空中接近

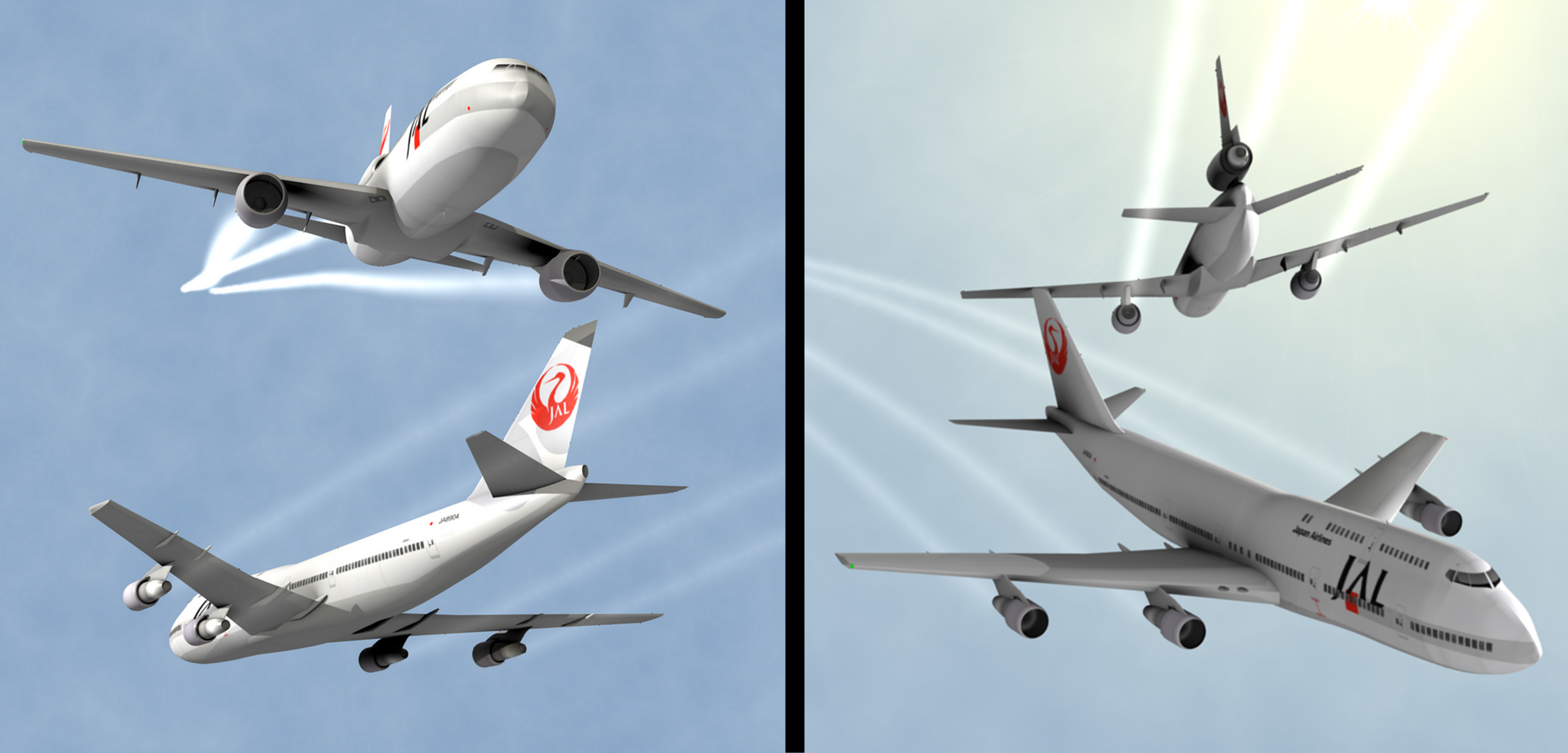
電腦模擬2001年日本航空班機空中接近事故。

空中接近（英語：Air miss）是指飛航中的兩機於空中過於接近，後果可能導致兩機相撞。
為了空中交通的安全與順暢，航空交通管制員會以無線電和飛行員通話，告知航路上的交通狀況，將航機彼此隔離在安全的空域，飛行員必須遵守航管員的引導，調整航機飛行的航路、高度和速度，以避免發生空中接近的危險。

## 空中接近隔離分類

### 目視隔離
管制員以目視的方式引導航機避免碰撞，此僅限於機場附近的航機，由塔台管制員為之。

### 雷達隔離

#### 高度隔離
高度於 29000 呎以下，兩機之間要有 1000 呎的高度差。高度於 29000 呎以上，兩機之間要有 2000 呎的高度差。

#### 平面隔離
兩機相同高度若兩機位於雷達天線 40 浬的範圍內 , 彼此要有 3 浬以上距離。若兩機位於雷達天線 40 浬的範圍外, 彼此要有 5 浬以上距離。

### 人工管制隔離

#### 高度隔離
與雷達管制相同。

#### 前後隔離
限定航機於某時間通過某點，前後航機之隔離基本上為10分鐘或 20浬。

#### 左右隔離
限定航機飛航於不同之航路上。
以上隔離方式，只要有一種存在便有安全隔離，若航機間皆未達上述任一之標準，則有危險之虞，稱之為空中接近。

## 空中防撞系統
空中防撞系統（TCAS）是安裝於中大型飛機的一組電腦系統，用以防止飛機在空中互撞以避免空難，現今大部份民航客機都設有TCAS功能。由于烏伯林根空难，之后航空公司和国际民航组织规定，当空中防撞系統与航管员的规避指令有冲突时，依照空中防撞系統的指令执行。